# Shuriken
Un shuriken (手裏剣 lit. "espada oculta en la mano"?) es un tipo de arma blanca arrojadiza, similar a un proyectil, originaria del Japón medieval. Posee una gran variedad de formas y estilos, pero predominantemente en forma de estrella, con filos cortantes y de un tamaño lo bastante pequeño para ocultarlo con facilidad. Su uso está asociado con los ninja, lo que le ha valido el apelativo popular de «estrella ninja».

## Características

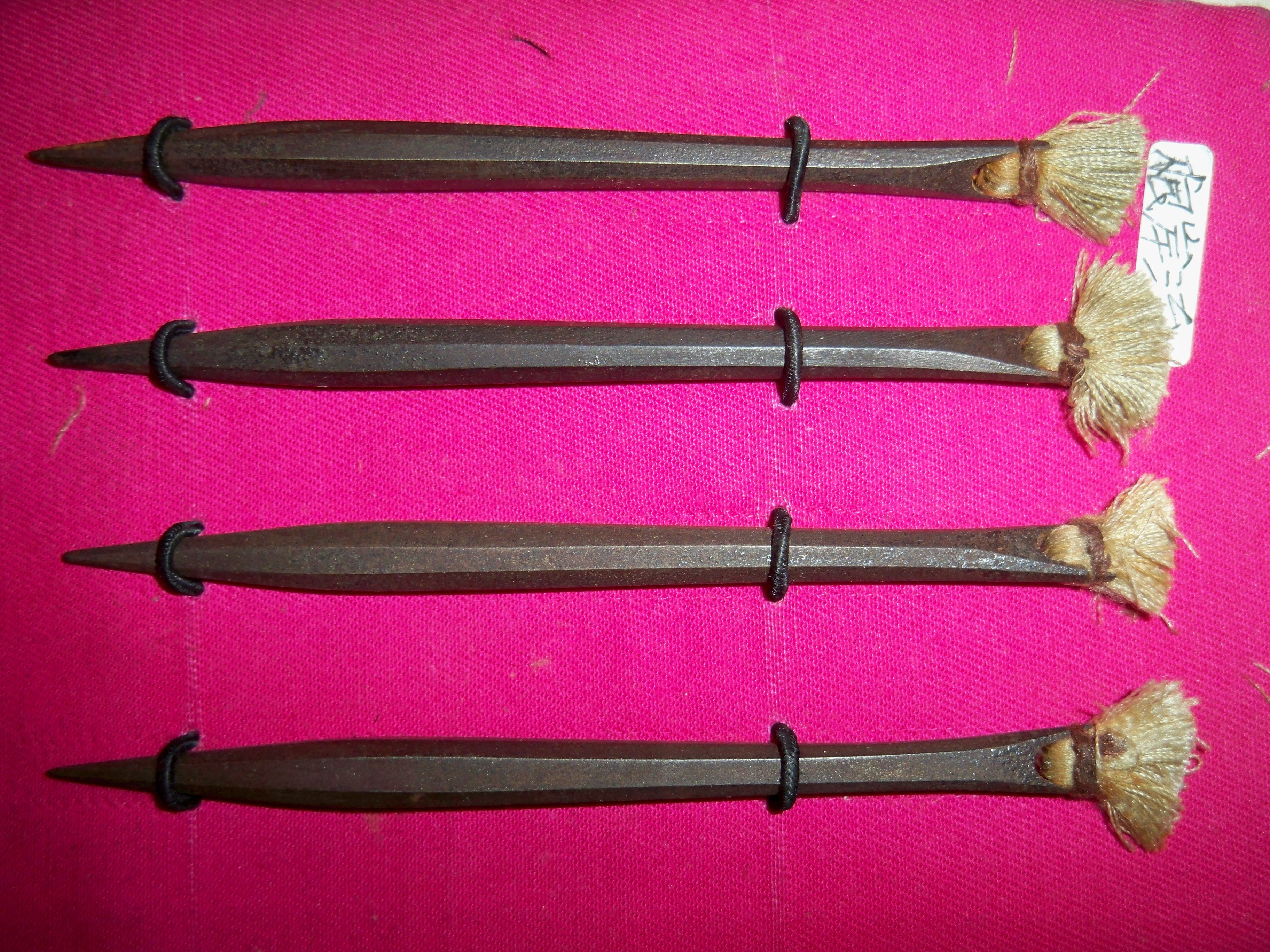
Bo-shuriken.

Aunque la forma más reconocible de los shuriken era la llamada hira-shuriken o haken, una cuchilla en forma de estrella, también eran populares los bo-shuriken, espinas largas y delgadas.
- Los hira-shuriken se fabricaban a partir de metal de monedas (recibiendo en tal caso el nombre de hishi-gane) o herramientas de carpintería (kugi-nuki). Se le daba la forma de una pieza fina y prensada, de bordes afilados, y generalmente un orificio en su centro para facilitar su manipulación, transporte y aerodinamismo. La forma geométricas y número de puntas podía variar extensamente, y a menudo muchas de ellas estaban asociadas con determinadas escuelas marciales o regiones de Japón. Una versión primitiva de los hira-shuriken no tenía puntas y recibía el nombre de horin shuriken.
- Los bo-shuriken, por su parte, eran agujas cilíndricas, cuadradas o hexagonales de hierro, provistas de uno o dos extremos afinados, de unas dimensiones habitualmente no mayores que 20 cm de largo y 150 g de peso. Se fabricaban a partir de herramientas cosméticas (kugi-gata), agujas (hari-gata) y cuchillos (tantō-gata) en una gran gama de formas, entre ellas hoko-gata (forma de lanza) o matsuba-gata (aguja de pino). Su mayor manipulación en comparación con el hira-shuriken permitía un amplio número de estilos, aunque usualmente utilizando los dedos en un arco armonioso y controlado: los principales de ellos eran el jiki-da-ho (arrojarlo frontalmente) y el han-ten-da-ho (arrojarlo haciéndolo girar).

Además de los shuriken fabricados ad hoc, cualquier objeto afilado o arma podía ser lanzado en su lugar. Las mujeres ninja o kunoichi entrenaban en el uso arrojadizo de agujas de costura y adornos capilares kanzashi, y los varones en el lanzamiento de dagas e incluso de las mismas espadas cortas. También podían usarse palillos culinarios o cuchillos domésticos.

## Uso

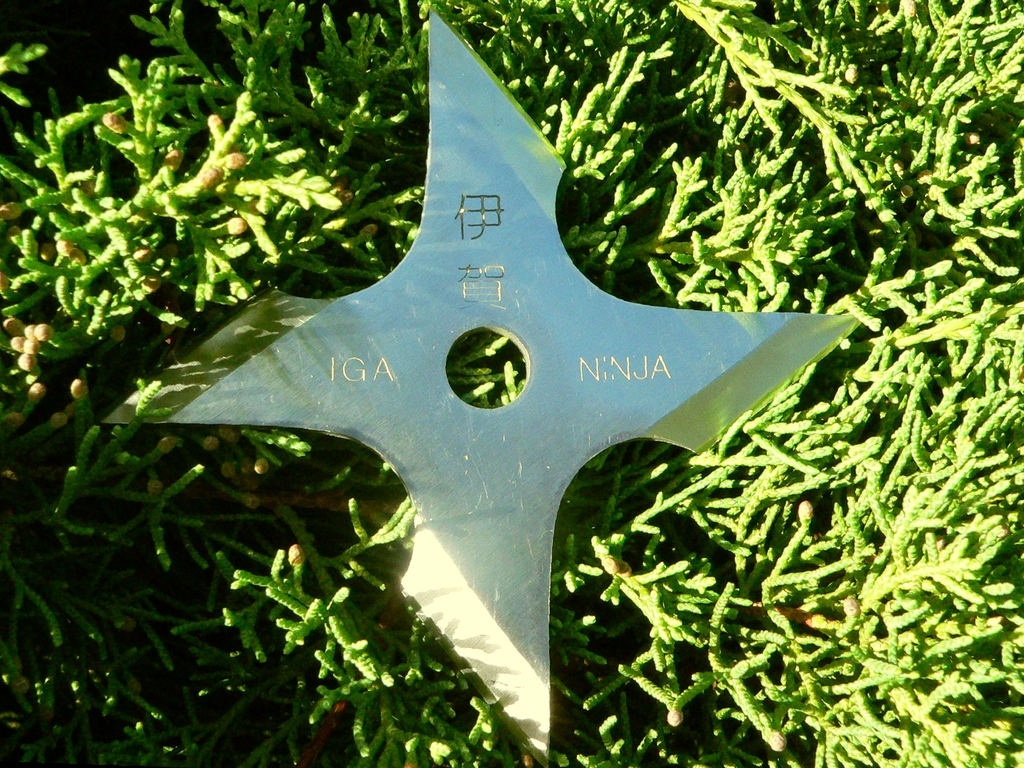
Hira-shuriken.

Contrariamente a la creencia popular, que a menudo representa esta arma como un dardo de uso primario y letal, el shuriken estaba concebido para ser usado como mera distracción durante la lucha o la huida, de modo similar al metsubushi. El usuario procuraba extraerlo y arrojarlo con rapidez hacia las partes expuestas del cuerpo de su oponente (la cara, las manos o los pies) con la intención de causar heridas que le permitieran obtener la ventaja o la delantera. Sin embargo, también podían sostenerse con los dedos para usarse como arma de mano, clavarlos al suelo de punta para servir de abrojos o makibishi, o reflejar en ellos la luz del sol para deslumbrar al adversario. La disciplina que se ocupaba de estos usos era llamada shurikenjutsu.
Los shuriken podían untarse de sustancias venenosas, a veces incluso de heces humanas o animales, lo que permitía cultivar en la hoja la bacteria Clostridium tetani: si las heridas en el oponente eran lo bastante profundas, transmitiría una infección tetánica que durante mucho tiempo resultó incurable en la historia de Asia. También podían empaparse de líquidos inflamables y prenderse de fuego antes de arrojarlos.